# 松本隆一
松本隆一（まつもと りゅういち、1959年6月 - ）は、コンピュータゲームのライター、編集者。
ライターとしての筆名は「ステルス松本」が有名。ほかに「マッチー」「松本大王」「松PP」など。

## 略歴
日本獣医畜産大学卒業後、製薬会社勤務を経てアスキーに入社、ログイン編集部に配属される。以来、「女性経験に乏しい」「軍事オタク」といった個性と、独自のギャグセンスで人気ライターの一人となる。1992年からはギャグコーナー「バカチン市国」も担当し、そのセンスをいかんなく発揮していた。
同誌の副編集長を最後に、アスキーを退社。アメリカ・カリフォルニア州の大学に留学し、コンピュータ・サイエンスを学びながら、自虐的な留学レポートを寄稿するなど、ライター活動も並行させていた。
現在は帰国して4Gamer.net編集部に在籍し、ライターとして精力的に活動中。

## エピソード
体を張ったコミカルな記事の多いログイン編集部において、とりわけ自虐ネタで名高い。
- アスキーの研修旅行で伊豆に行った際、ホテルで部屋の電気を消し、双眼鏡を使って隣のホテルにのぞきを行っていた。同じ部屋に宿泊していた同僚すら、しばらく存在に気づかないほどのステルスぶりを発揮していたことから、のちに「ステルス松本」という筆名を付けられる。その後恋愛運を「すり抜ける」ことからつけられたあだ名であるような紹介がされたこともある。
- 30代まで実家で家族と同居していた。ある時、自室で自慰に耽っていたところを実母に目撃されたことから、プライバシーを守るべく家族の接近を感知するセンサを設置。その一部始終はログイン誌面で記事になった。
- ほかにも、「アダルトアニメのLDにノイズが入っていたので、交換してもらうべく購入店に持ちこんだところ、店内の大型モニターでノイズ箇所を確認させられた」、「ゲームのミスコンに特別審査員として招待された際、ウケを狙ってトランクス一枚にコートだけの姿で登場したが、エントリーした女性や他スタッフ全員に白眼視された」といった数々の自虐的エピソードを、ログイン誌にて披露していた。
- 文章のみならず、イラストもこなす（画風はヘタウマ）。バカチン市国では、「べったら課長」や「べったらホラガイさん」といった、ナンセンスな4コマ漫画を執筆。近年、4gamer.netの「プリンセスメーカー5」レビュー記事において、ひさびさにイラストをお披露目した。
- 喫煙者。一方、酒は飲めない。
- 独身。雑誌の企画で女性運を占って貰ったり、出会いのなさを自虐的にネタにすることがある。
- 2010年、東京ゲームショウに出展された『THE IDOLM@STER 2』の記事作成をきっかけに、アイドルマスターシリーズに深く傾倒。4Gamer.netにおける同シリーズの記事を一手に手がけるようになる。